# Aidonochóri
Aidonochóri (en grec moderne : Αηδονοχώρι), est un village du dème de Malevízi, de l'ancienne municipalité de Tylissos, dans le district régional d'Héraklion, en Crète, en Grèce. Selon le recensement de 2001, il compte 164 habitants. Il faisait partie du district de Mylopótamos, dans la préfecture de Réthymnon, jusqu'en 1950, où, par un acte législatif, il fut intégré au district d'Héraklion ; jusqu'en 1953 il s'appelait Metóchi Kamoriótou (Μετόχι Καμαριώτου, « Métochie-de-Kamariótis » ), du nom du village voisin.

## Source de la traduction
- (el) Cet article est partiellement ou en totalité issu de l’article de Wikipédia en grec moderne intitulé « Αηδονοχώρι Ηρακλείου » (voir la liste des auteurs).